# Znělá faryngální frikativa
Znělá faryngální frikativa je souhláska vyskytující se v některých jazycích. V IPA má symbol [ʕ]. Není světově příliš  rozšířena, vyskytuje se například v arabštině a hebrejštině, dle rekonstrukcí se nacházela i ve starověké egyptštině.
- Způsob artikulace: aproximantní souhláska, vytváří se přiblížením artikulačních orgánů, nebo frikativní, což znamená, že je vyslovovaná škrcením proudu vzduchu skrz úzký kanál v místě artikulace, způsobující turbulenci.
- Místo artikulace: faryngála, uzávěra se vytváří dotekem kořene jazyka s faryngem (hltanem).
- Znělost: znělá souhláska – při artikulaci hlasivky vibrují. Neznělým protějškem je ħ.
- Ústní souhláska – vzduch prochází při artikulaci ústní dutinou.
- Souhláska je střední, což znamená, že je produkovaná a dovolující vzdušnému proudu aby šel kolem středu jazyka, spíše než ze stran.
- Pulmonická egresivní hláska – vzduch je při artikulaci vytlačován z plic.